# DAA (irische Gesellschaft)

Ehemaliges Logo

DAA plc1 (bis 1. Oktober 2004 Aer Rianta cpt2; bis 2014 Dublin Airport Authority) ist die staatliche Flughafengesellschaft der Republik Irland. Der Unternehmenssitz ist Dublin.
DAA ist Besitzer und Betreiber folgender irischer Flughäfen:
- Flughafen Cork – Code ORK
- Flughafen Dublin – Code DUB

Der Flughafen Shannon wurde bis 2012 ebenfalls von der Gesellschaft betrieben. Auch gehörten bis 2006 die Great Southern Hotels zur Gesellschaft, von denen es damals neun auf der irischen Insel gab.

## Aer Rianta
Die Gesellschaft wurde 1937 als Aer Rianta, Teoranta3 gegründet. Der (irische) Name leitet sich von Luftwege (air ways) ab. Die Gesellschaft war bis 1969 Anteilseigner von Aer Lingus. Aer Rianta hatte die Kontrolle über den Dubliner Flughafen seit dessen Eröffnung, war aber erst seit 1969 für Cork und Shannon verantwortlich. 1998 wurde der Name in Aer Rianta cpt geändert.

## Aer Rianta International
Aer Rianta International (ARI) ist ein Tochterunternehmen der DAA, das 1988 als Teil von Aer Rianta gegründet wurde.
Das Unternehmen ist neben dem Flughafen in Dublin am Flughafen in Düsseldorf beteiligt und betreibt auch Duty-free-Shops in Barbados, Bahrain, Canada, Indien, Indonesien, Libanon, Montenegro, Neuseeland, Oman und Qatar. Bis 2006 bzw. 2007 war ARI auch an den Flughäfen Hamburg und Birmingham beteiligt.

## State Airports Act, 2004
2004 trat der sogenannte State Airports Act in Kraft, der Aer Rianta cpt in Dublin Airport Authority plc (irisch Údarás Aerfort Bhaile Átha Cliath cpt) umbenannte und eine Privatisierung der Behörde verhinderte.